# Мостика Андрій В'ячеславович
Андрі́й В'ячесла́вович Мости́ка (18 червня 1985 — 25 серпня 2014) — солдат 51-ї окремої механізованої бригади Збройних сил України, учасник російсько-української війни.

## Короткий життєпис
Народився 1985 року в селі Зелена (Ковельський район, Волинська область). Походить з сім'ї робітників, 2002 року закінчив Зеленівську ЗОШ. У Оваднівському ПТУ здобув професію автослюсаря. Відслужив строкову службу в автомобільних військах.
Номер обслуги, 51-ша окрема механізована бригада.
Уночі проти 25 серпня 2014-го загинув у бою за Іловайськ під Кутейниковим. Тоді 3-й батальйон бригади був оточений російсько-терористичними силами біля Березного — Оленівки та перебував під постійним артобстрілом. Волонтери знайшли його тіло в морзі Волновахи.
Похований у селі Зелена.
Без сина лишились батьки Надія Василівна та В'ячеслав Васильович.

## Нагороди та вшанування
За особисту мужність і героїзм, виявлені у захисті державного суверенітету та територіальної цілісності України, вірність військовій присязі під час російсько-української війни, відзначений — нагороджений
- 27 червня 2015 року — орденом «За мужність» III ступеня.
- Його портрет розміщений на меморіалі «Стіна пам'яті полеглих за Україну» у Києві: секція 3, ряд 9, місце 9
- Вшановується 25 серпня на щоденному ранковому церемоніалі вшанування українських захисників, які загинули цього дня у різні роки внаслідок російської збройної агресії[3]
- У квітні 2015-го в Зеленській ЗОШ встановлено та освячено меморіальну дошку пам'яті Андрія Мостики.